# Arthur Leighton
Arthur Francis Leighton (ur. 6 marca 1889 w Esk w Australii, zm. 15 czerwca 1939 w Walsall) – brytyjski hokeista na trawie na igrzyskach w Antwerpii 1920. Wraz z drużyną zdobył złoty medal.